# Olympisch Park Sotsji
Het Olympisch Park in district Adlerski in Sotsji (Russisch: Олимпийский парк Сочи; Olimpijskij park Sotsji) huisvest verschillende accommodaties voor de Olympische Winterspelen 2014. Het park bevindt zich aan de Zwarte Zee tussen Adler en de grens met Abchazië, en wordt het kust-cluster genoemd. Het bijbehorende berg-cluster bevindt zich verder landinwaarts bij het dorpje Krasnaja Poljana.

## Bouw
De bouw van het olympisch park is in 2007 begonnen en volgens de planning zal het in januari 2014 afgerond worden. De Adler Arena voor het langebaanschaatsen werd in 2012 afgebouwd, net als de stadions voor shorttrack, curling, ijshockey en kunstrijden. Naast de stadions werd er in dezelfde periode gebouwd aan het Sochi Autodrom, een semi-stratencircuit wat in 2014 zijn debuut maakt op de Formule 1-kalender. Aan de noordzijde ligt het nieuwe treinstation. 

## Faciliteiten
| Accommodatie               | Doel                                 | Toeschouwers                         | Plattegrond |
| -------------------------- | ------------------------------------ | ------------------------------------ | ----------- |
| Olympisch Stadion Fisjt    | openings- en sluitingsceremonie      | 40.000                               |             |
| Bolsjoj IJspaleis          | IJshockey                            | 12.000                               |             |
| Sjajba Arena               | IJshockey                            | 7.000                                |             |
| Adler Arena                | Langebaanschaatsen                   | 8.000                                |             |
| Ice Cube Curling Center    | Curling                              | 3.000                                |             |
| Iceberg Schaatspaleis      | Kunstrijden en Shorttrack            | 12.000                               |             |
| Het olympisch dorp         |                                      |                                      |             |
| Het Olympisch Park Station |                                      |                                      |             |
| Het mediacentrum           |                                      |                                      |             |
| Sochi Autodrom             |                                      |                                      |             |
| Sochi Adventure Park       |                                      |                                      |             |
| Trainingsaccommodaties     | ijshockey, kunstrijden en shorttrack | ijshockey, kunstrijden en shorttrack |             |
| Medal Plaza                | prijsuitreiking                      | prijsuitreiking                      |             |